# Chiesa di Sant'Eusebio (Sant'Angelo in Vado)
La chiesa di sant'Eusebio è un luogo di culto di Sant'Angelo in Vado, in provincia di Pesaro e Urbino. Appartiene alla parrocchia di San Michele Arcangelo e rientra nell'arcidiocesi di Urbino-Urbania-Sant'Angelo in Vado. Risale al XIII secolo.

## Storia
La prima citazione del tempio risale alla fine del XIII secolo. Verso la fine del XVII secolo venne trovata nella chiesa la reliquia del vescovo Eusebio di Vercelli e che era stata donata dal cardinale di Carpegna nel 1683, in seguito conservata sotto l'altare maggiore. Dopo il terremoto del 1781 fu necessario ricostruire il tempio che fu solennemente consacrata nel 1857 dal vescovo Mattia Agostino Mengacci. Attorno alla metà del XX secolo la sala venne ampliata con la nuova cappella dedicata alla Madonna delle Grazie. Col terremoto del 1997 la situazione della struttura, già in parte deteriorata, peggiorò ulteriormente e fu necessario un nuovo intervento di restauro. Alla fine del 2005 gli interventi, che riguardarono anche torre campanaria e canonica vennero ultimati. Con decreto del Ministero dei Beni e delle Attività Culturali e del Turismo nel 2015 il complesso è stato dichiarato bene di interesse storico - artistico - architettonico.

## Descrizione

### Esterni
Il complesso di Sant'Eusebio è formato da chiesa, canonica e torre campanaria e si trova in posizione decentrata rispetto al centro abitato, a sud est. La facciata in stile neoclassico è caratterizzata da due lesene laterali che sorreggono il grande Frontone triangolare con timpano. Il portale architravato è decorato da un frontone che richiama quello della facciata ed è sormontato, in asse, dalla grande finestra triangolare che porta luce alla sala. La torre campanaria è posta in posizione arretrata.

### Interni
La navata interna è unica e divisa in campate. La sala è ampliata da cappelle e la più nota è quelle dedicata alla Madonna delle Grazie. Il presbiterio è leggermente levato e non ha balaustra. La pala conservata sull'altare maggiore raffigura il Crocifisso contornato da angeli e santi, accanto sono riconoscibili Sant'Eusebio, Santa Maria Maddalena, l'Addolorata, San Giovanni Evangelista.